# Mirra

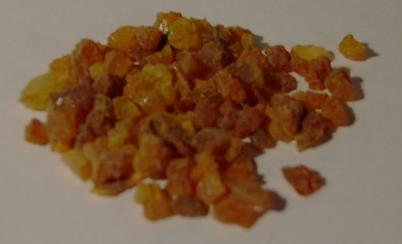
Resina da mirra

A mirra (Commiphora myrrha) é uma árvore espinhosa, de folhas caducas, que pode atingir 5 metros de altura, com flores vermelho-amarelo e frutos pontiagudos. É nativa do nordeste da África (Somália e partes orientais da Etiópia) encontra-se também na Palestina e Médio Oriente, Índia e Tailândia. Cresce em matas e prefere solos bem drenados e muita exposição ao sol.
Propaga-se por sementes, na primavera, ou por estacas ao fim do estágio de crescimento. É também o nome dado à resina colhida de fissuras abertas na casca da árvore de nome botânico Commiphora molmol, que depois de seca se transforma em grânulos de coloração amarelo-avermelhado.

## Aplicações
A resina que se obtém dos seus caules é usada na preparação de medicamentos, devido a suas propriedades antissépticas.
Os egípcios empregavam a mirra no culto ao deus Sol e como ingrediente na mumificação, uma vez que suas qualidades embalsamadoras já eram conhecidas. Até o século XV, era usada em funerais e cremações e foi utilizada também para unção dos reis de Israel e de Judá. A sua fragrância também pode ser utilizada em incensos para dar um leve aroma de terra ou como aditivo para o vinho, uma prática descrita por Fabius Dorsennus, uma autoridade no assunto durante a Antiguidade.
Atualmente utilizam-se comercialmente os componentes da mirra em produtos como loções, pastas de dente, perfumes e outros cosméticos.
A naturopatia ainda recomenda seu uso em cavidades orais no tratamento de infecções causadas por bactérias, fungos e vírus.

## Alusões
Segundo os livros religiosos judaico nazarenos, judaico messiânicos e judaico ortodoxos, cristãos e muçulmanos, a mirra, além de ouro e incenso, teria sido um dos três presentes dados a Jesus quando ainda menino na suka (tenda cerimonial) durante a festa de sukkot (tabernaculos) pelos sábios estudantes Magos vindos da região que compreende o atual Irã, datado no Evangelho de Matityahu.